# Jes Dorph-Petersen
Jes Dorph-Petersen (født 23. marts 1959 i Hellerup, Danmark) er en dansk journalist. Han var fra 1991 til 2011 studievært på TV 2 Nyhederne. Fra 2012 til 2015 var han ansat på Viasat, hvor han var vært på kanalens UEFA Champions League-udsendelser. Fra 2015 til 2021 var han vært på GO' Aften Danmark, senere GO' Aften Live på TV 2.
Jes Dorph-Petersen fratrådte fra GO’ Aften Live i januar 2021 under Me Toos anden bølge i Danmark efter en intern undersøgelse på TV 2, hvor han blev beskyldt for seksuelt krænkende adfærd.

## Karriere
Jes Dorph-Petersen blev født i 1959 i Hellerup som søn af overlærer Birgit Detlef Thomsen (29.12.1926 - 26.04.2015) og Kaj Dorph-Petersen (1924–2005), der var ansvarshavende chefredaktør på ALT for Damerne og senere Ugebladet Hjemmet.
Jes Dorph-Petersen gik i faderens journalistiske fodspor, og blev i 1984 uddannet journalist fra Journalisthøjskolen i Aarhus. Han arbejdede først på Frederiksborg Amts Avis og herefter Danmarks Radio, hvor han bl.a. lavede morgenradio på Københavns Radio sammen med den senere Jeopardy-vært Søren Kaster og Anders Bech Jessen.
I 1989 kom han til TV 2, hvor han bortset fra en afstikker til TV 3 blev i mere end tre årtier. Jes Dorph-Petersen har på TV2 været vært på cirka 8.000 nyhedsudsendelser, fem folketingsvalg, tre Olympiske Lege, 56 udgaver af Hvem vil være Millionær og adskillige transmissioner fra store begivenheder i det danske kongehus. Han opfandt og grundlagde i 1993 kriminalmagasinet Station 2 sammen med Niels Brinch. Jes Dorph er otte gange kåret til Årets mandlige Tv-vært af Billed Bladets læsere - tre gange har han taget titlen som bedste mandlige vært på tv-branchens branchefest TV-Festival, og en gang er han blevet årets vært, kåret af Se og Hørs Læsere. Han er ved flere lejligheder stemt ind blandt landets mest troværdige personer i rundspørger. I 2008 mente 53% af de adspurgte i Ekstra Bladet, at Jes Dorph var den mest fremtrædende og vigtigste vært i TV 2's dengang 20 årige historie.
Han er forfatter til flere bøger - blandt andre Opklaret 1 og Opklaret 2 sammen med Niels Brinch. Egmont 125 år sammen med Søren Kaster og Dorph - historier fra den anden side i samarbejde med Andreas Fugl Thøgersen.
24. august 2015 begyndte Jes Dorph-Petersen som vært på Go' Aften Danmark på TV 2 men stoppede igen efter kun en uge som følge af et for stort alkoholforbrug. Han kom dog efter et stykke tid tilbage til programmet, som senere skiftede navn Go´aften Live.

## Beskyldninger om seksuelle krænkelser
I januar 2021 fratrådte Dorph-Petersen fra Go’ aften Live på TV2, efter at han blev beskyldt for grænseoverskridende adfærd og for at have begået overgreb på praktikanter på TV2. Jes Dorph-Petersen gik selv i medierne til flere interviews for at forsvare sig mod hvad han mente var hhv. usande og urimelige beskyldninger, bl.a. fordi sagerne lå cirka 20 år tilbage i tiden, og at det dengang var "en anden tid"
Beskyldningerne omfattede episoder fra 2001 og 2003 og omfattede seksuelle tilnærmelser og i det ene tilfælde tvang,  der i nogle medier blev omtalt som voldtægt,  og beskrevet i TV-dokumentaren "MeToo: Sexisme bag skærmen". Jes Dorph-Petersen har udtalt, at han ikke var klar over, at situationen fra 2003 blev opfattet som krænkende,  og afviser at der i 2001 fandt et overgreb sted. Et vidne, der var til stede i lejligheden i 2001, har afvist, at han har overværet et overgreb. Ifølge kvinden var vidnet ikke tilstede i rummet, da det angivelige overgreb fandt sted." 
Advokatfirmaet Norrbom Vinding, der havde stået for den interne undersøgelse på TV 2, blev 4. november 2021 tildelt en bøde på 20.000 kroner af Advokatnævnet for brud på god advokatskik i forbindelse med sagen, idet advokaten ifølge nævnet ikke i tilstrækkelig grad havde oplyst Dorph-Petersen om, hvilken lovgivning og hvilke bestemmelser der ifølge advokaten skulle være overtrådt. Norrbom Vinding indbragte efterfølgende advokatnævnets kendelse for en domstol. Datatilsynet påtalte efter sin egen undersøgelse flere brud på reglerne om persondatabeskyttelse, de såkaldte GDPR-regler, og konkluderede i sin afgørelse: ”Samlet giver TV 2’s og Norrbom Vindings indsamling af personoplysninger og manglende iagttagelse af oplysningspligten Datatilsynet grundlag for at udtale alvorlig kritik”. Datatilsynet mente, at det var i orden at lave undersøgelsen, men kritiserede at man ikke havde orienteret Dorph-Petersen tilstrækkeligt i forbindelse med den.

## Personligt
Jes Dorph har været gift med speciallæge ph.d. Lene Lindholm Mortensen 2000 -2012 og Louise Lehrmann 2013-2015. Siden 2016 har han dannet par med Maise Haurholm, og i 2024 giftede de sig.
Sammen med Lene Lindholm Mortensen har han sønnen Jens Emil Dorph-Petersen.

## Udsendelser
På TV 2 har Jes Dorph-Petersen haft andre værtsroller end i nyhedsstudiet. Blandt disse er følgende:
- TV 2 Nyhederne (1991-November 2011)
- Station 2 (1993-2001)
- Kronprinsparrets bryllup (2004)
- Go' Morgen Danmark (2006-2007)
- Dækning af De Olympiske Lege (2008)
- Hvem vil være millionær? (2001 – 2003)

## Filmografi
- Operation Cobra (1995)
- Langt fra Las Vegas (2002)
- Kongekabale (2004)
- Mikkel og Guldkortet (2008)